# 摩根敦 (印第安納州)
摩根敦（英語：Morgantown）是一個位於美國印地安納州摩根縣的城鎮。

## 人口
根據2010年美國人口普查的數據，摩根敦的面積為0.98平方千米，當中陸地面積為0.98平方千米，而水域面積為0.00平方千米。當地共有人口986人，而人口密度為每平方千米1,006人。